# 梅達夫
梅達夫（1900年10月31日—1980年3月12日），贵州省江口县人，保定陸軍軍官學校第九期畢業，原國民革命軍第十軍第軍二十九師副師長少將副師長。1945年10月擔任臺灣省行政長官公署參議。1947年6月5日擔任臺北縣縣長。1951年，台灣開始實施地方自治；他以參選民選縣長為由，辭去官派縣長一職。3月，順利當選民選第一屆臺北縣縣長。
| 前任： 陸桂祥 | 臺北縣縣長 1947年6月5日－1951年1月31日 | 繼任： 項際科（代理） |

| 前任： 項際科（代理） | 臺北縣縣長 1951年5月1日－1954年6月2日 | 繼任： 戴德發 |

1. ↑  胡健國 (编). . 國史館. 2003-12-01: 282. ISBN 9570158700.